# Tomka

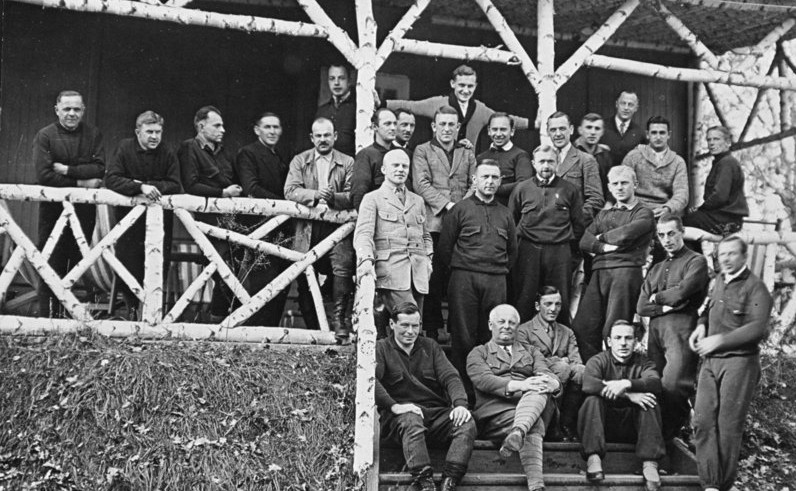
Personnel allemand de la zone d'essai d'armes chimiques gaz « Tomka ».

Tomka était le nom de code allemand d'un terrain d'essai d'armes pour la Reichswehr et l'Armée rouge en Union soviétique, situé à environ 15 kilomètres à l'ouest de la ville de Volsk près de l'actuelle Chikhany et à environ 750 kilomètres au sud-est de Moscou. 

## Historique
De 1928 à 1933, l'inspection de l'artillerie de la Reichswehr organise en coopération avec l'armée soviétique un centre de développement et de formation dans le domaine de la guerre chimique. L'Allemagne ne pouvant disposer d'armes chimiques depuis la Première Guerre mondiale, cet accord est resté strictement secret et est moins connu que les bases proches de Kazan (chars) et Lipetsk (aviation). À Tomka les essais concernent principalement le gaz moutarde, le diphosgène et les composants du gaz « croix bleue » (Blaukreuz).
Le centre est dirigé par Iakov Fichman (ru) et les chimistes allemands Alexander von Grundherr et Ludwig von Sicherer.
Après 1933, le site a été utilisé par l'Armée rouge et renommé « Volsk-18 » ou « Chikhany-2 ». Il est devenu un des centres les plus importants de Russie pour le développement d'agents chimique et de mesures de protection contre les armes NRBC.

## Source
- (de) Cet article est partiellement ou en totalité issu de l’article de Wikipédia en allemand intitulé « Tomka » (voir la liste des auteurs).